# Гагрский храм

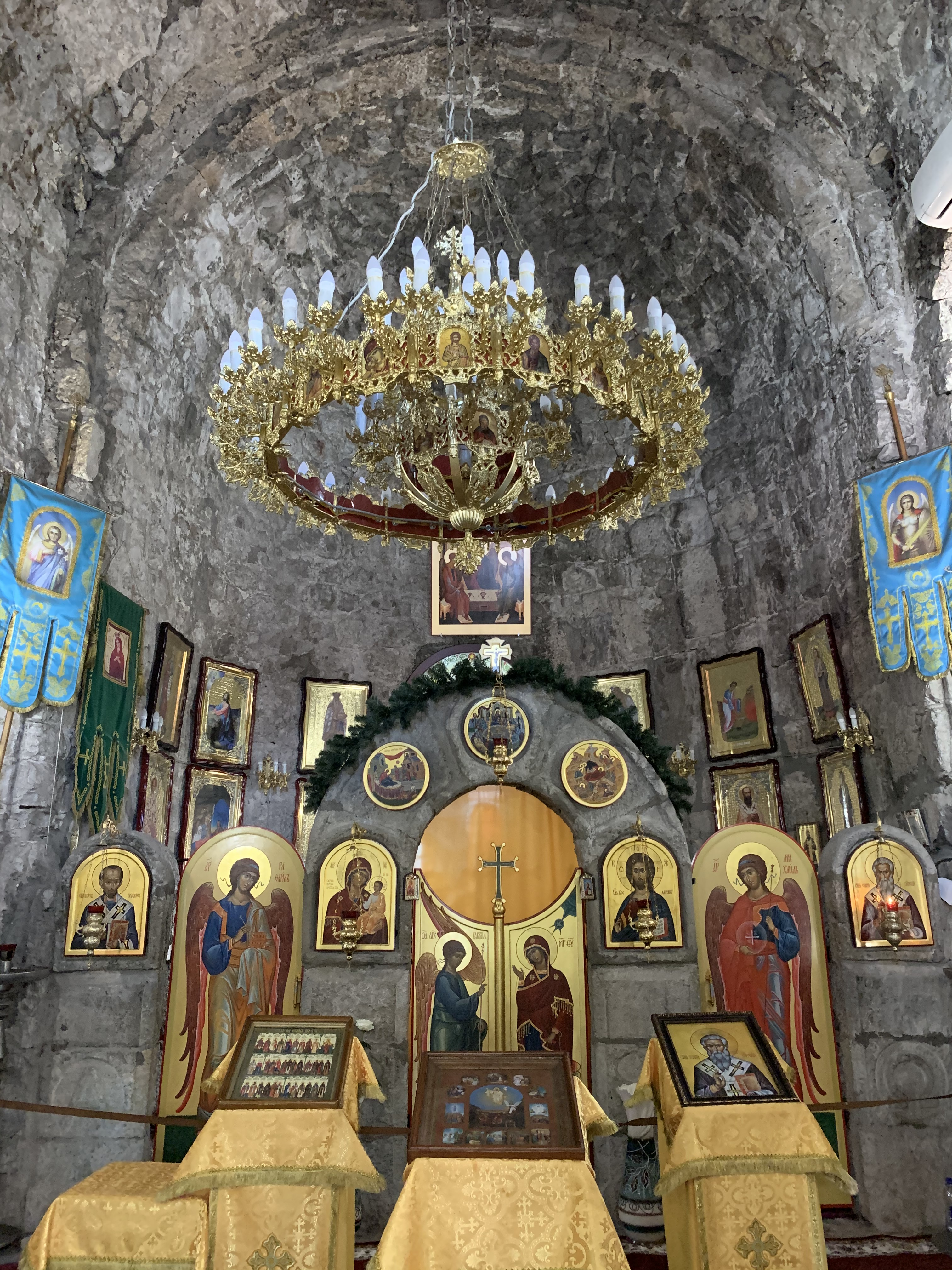
Интерьер храма, вид на алтарь

Гагрский храм (абх. Гагратәи ауахәама, груз. გაგრის ეკლესია), также известный как церковь Покрова Пресвятой Богородицы и храм Святого Ипатия, — действующая христианская церковь в Абхазии на территории раннесредневековой крепости Абаата в городе Гагра. Ныне храм окружён современной застройкой и асфальтовое покрытие подходит к его стенам.

## Название
Храм был освящён во имя святого Ипатия: по одной из версий — Гагрского, чьи мощи, предположительно, покоятся в этом храме, по другой версии — Гангрского.

## Описание
Гагрский храм относится к числу древнейших культовых сооружений на территории Абхазии. Его стены не имеют художественного оформления. На западном фасаде храма сохранился только один декоративный элемент в кладке западной стены — здесь можно увидеть Болнисский крест в круге — аналогичный крестам в Светицховели и Болнисском сионе, являющийся отличительной особенностью грузинской архитектуры.
Гагрский храм впервые обследовал археолог, путешественник Ф. Дюбуа де Монпере в 1833 году. Из его записей следует, что храм «восходит к началу византийского стиля». Во второй половине XIX века храм был реконструирован. Его внешний облик существенно изменился. Ныне это однонефный храмс двумя боковыми помещениями. Длина храма — 13,75 м, ширина — 15 м. Если судить по деталям кладки, эта постройка — результат переделки. Археологические исследования данного храма не проводились, отсюда нельзя с точностью определить какие части постройки относятся к древности, а какие к перестройкам позднейшего времени.
М. Дидебулидзе относит первоначальное строительство храма, предположительно, к рубежу V—VI веков н. э., или к первому десятилетию VI века и определяет тип как «трёхцерковная базилика». Однако типология храма не может быть определена, так как не известен его первоначальный план.